# Ribonucleasa T1
La ribonucleasa T1 (EC 3.1.27.3) es una endonucleasa que se encuentra en los fungi que rompe moléculas de ARN de cadena simple después de residuos de guanina en su terminal 3'. La forma más estudiada de esta enzima es la versión que se encuentra en el Aspergillus orzyae. Debido a su especificidad por la guanina, se usa frecuentemente para digerir ARN desnaturalizado antes de su secuenciación. Igual que con otras ribonucleasas como la barnasa y la ribonucleasa A, la ribonucleasa T1 es popular para la realización de estudios de plegado.

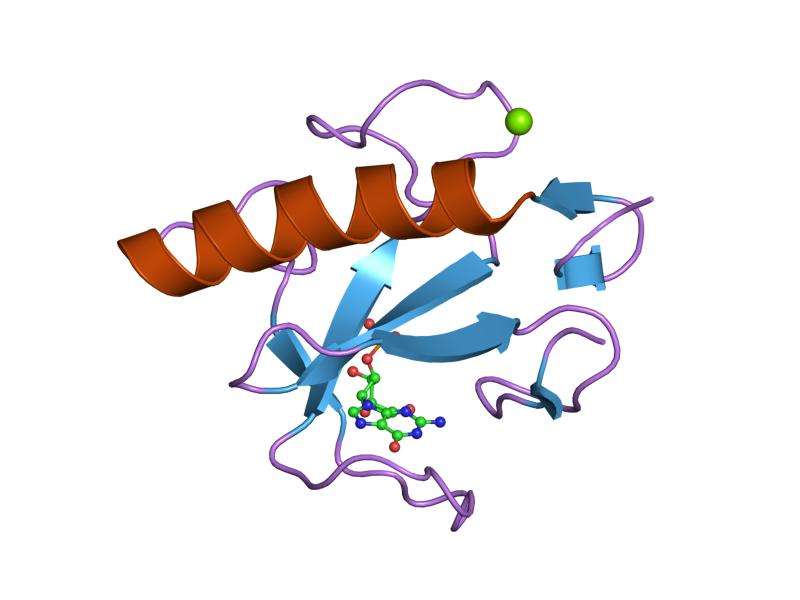
Figura 1. Estructura de la ribonucleasa T1 del Aspergillus niger.

Estructuralmente, la ribonucleasa T1 es una proteína α+β pequeña de 104 aminoácidos con cuatro filamentos antiparalelos de láminas beta que cubren una hélice alfa de casi 5 vueltas. La ribonucleasa T1 tiene dos enlaces disulfuro, Cys2-Cys10 y Cys6-Cys103, el segundo de los cuales contribuye más a la estabilidad de la proteína. La reducción completa de los dos enlaces disulfuro normalmente rompe el plegamiento de la proteína, aunque éste puede ser recuperado con altas concentraciones salinas.
La ribonucleasa T1 tiene también cuatro residuos prolina, dos de los cuales (Pro-39 y Pro-55) tienen isómeros cis de sus enlaces peptídicos X-Pro. Los isómeros no nativos de estas prolinas pueden retardar dramáticamente el plegamiento conformacional a unos 7000 segundos (casi dos horas) a 10 C y pH 5.